# Stenungsunds kraftverk

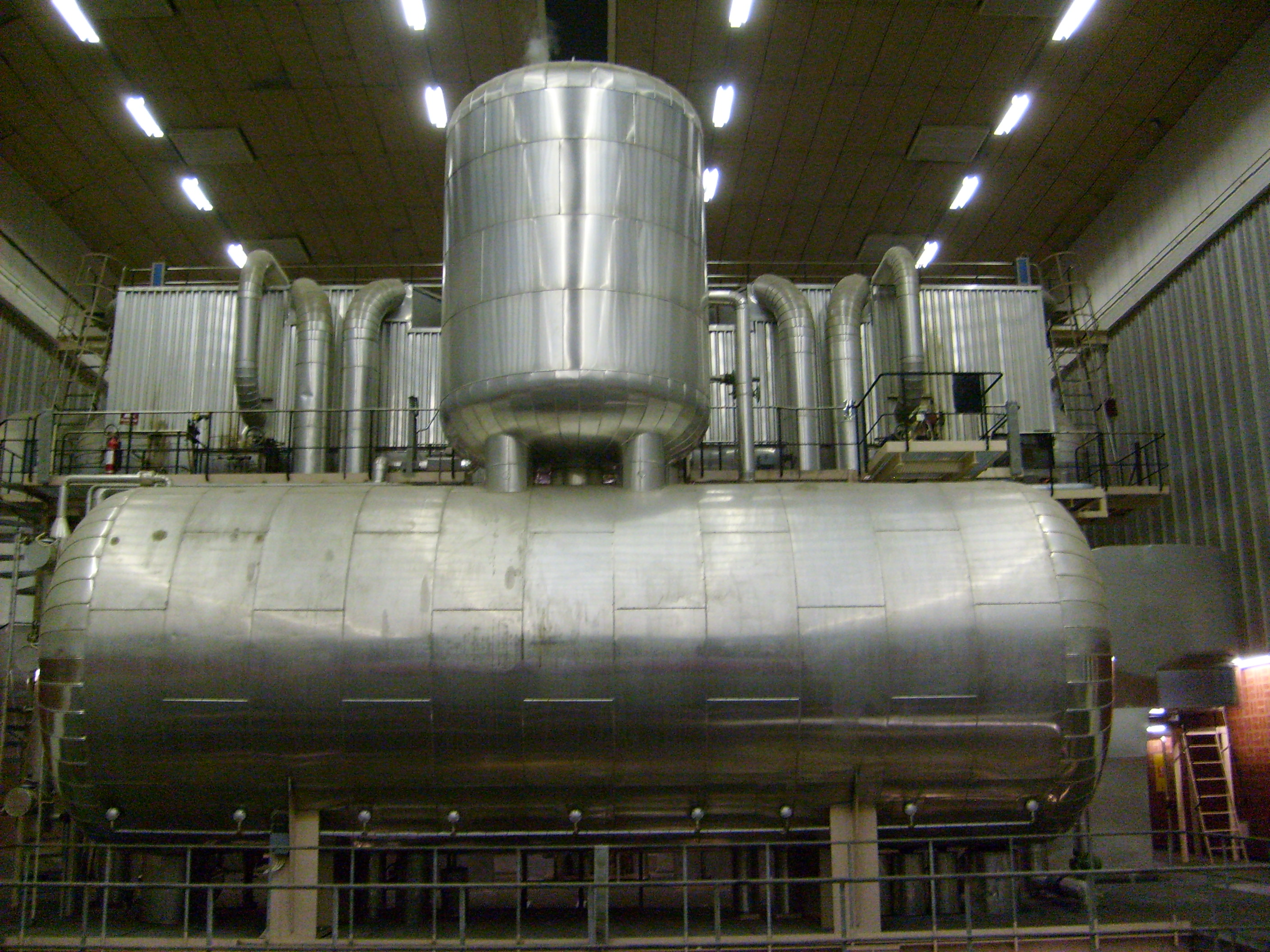
Block 4, ”Ragnhild”, under drift.

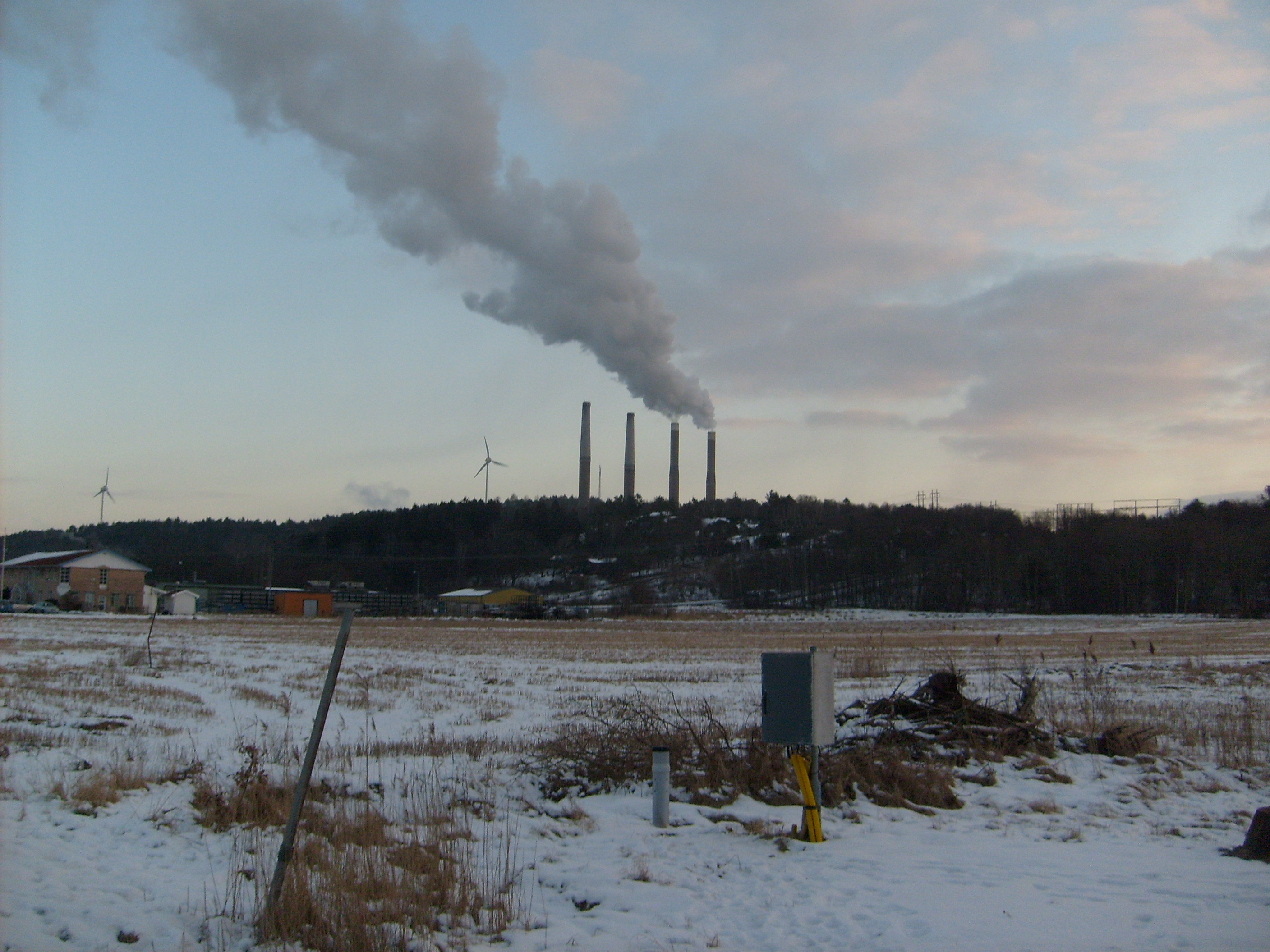
Block 3 och 4 i drift år 2012.

Stenungsunds kraftverk i utkanten av Stenungsund i Sverige, är Europas största oljekraftverk som är insprängt i ett berg. Block 1 och 2 har inte körts sedan mitten på 1990-talet. År 1998 lades de fyra pannorna i malpåse. År 2003 togs aggregat 3 och 4 ur malpåse för att med 520 MWe ingå i den svenska effektreserven till 2015. Framtiden för Stenungsunds kraftverk utreds från september 2021.
I anslutning till anläggningen finns även en oljehamn. I berget finns även reningsverket för det kommunala dricksvattnet i Stenungsunds tätort.

## Historik
Anläggningen fasades in under en tioårsperiod med början 1959 och ligger fortifikatoriskt skyddad i urberget byggd med hänsyn till samhällsbilden då anläggningen kom till – under kalla kriget.
Verket byggdes av Vattenfall mellan 1955 och 1969 och bestod då av fyra oljeeldade pannor med tillhörande ångturbiner. Samtliga turbiner är av dubbelrotations-typ. Den sammanlagda maximala märkeffekten var 870 MWe vilket ungefär motsvarade kärnkraftverket Ringhals 1.

### Byggnation
Stenungsunds kraftverk byggdes för militära ändamål. Sedan år 1946 hade tiotalet olika platser undersökts. År 1955 började utsprängningarna av maskinsalar, oljelager, kylvattenkanaler och hamnanläggning. År 1959 restes de två första 153 meter höga skorstenarna. År 1966 restes två till i armerad betong på Vetteberget.
Den 10 december 1959 fasades aggregat 1 (160 MWe) in på elnätet. Aggregat 2 (160 MWe) fasades in på elnätet den 26 september 1960. Aggregat 3 (275 MWe) fasades in på elnätet den 29 juli 1966. Det fjärde och sista aggregatet (275 MWe) fasades in på elnätet den 15 juli 1969.
Aggregaten fick namn efter namnsdagen den dag de fasades in på elnätet. Block 1 fick därmed heta ”Malin”, block 2 ”Enar”, block 3 ”Olof” och block 4 ”Ragnhild”.

### Teknik
I block 1 och 2 sprutades oljan in tillsammans med ånga för finfördelning i 16 brännare och förbrukningen är vid maxbelastning omkring 30 ton olja per timme vardera. Block 1 och 2 behövde vardera upp till 6 kubikmeter kylvatten per sekund. Block 3 och 4 förbrukar vid maxbelastning omkring 50 ton olja per timme vardera. Block 3 och 4 behöver vardera kylas med upp till 8,6 kubikmeter vatten per sekund. Oljan sprutas även in där med hjälp av ånga för finfördelning genom 18 brännare. Verkningsgraden på block 1 och 2 var 38 % och är över 40 % för block 3 och 4.
År 1992 byttes brännarna på Block 1 och 2 för att minska kväveoxidutsläpp. Block 3 och 4 har cyklonfilter för att filtrera bort de allra tyngsta partiklarna ur rökgaserna. Sedan 2003 eldas med extremt lågsvavlig olja (< 0,1 %) för miljöns skull.
I september 2004 angav Vattenfalls chef för produktionsledning i Norden att kraftverket var i väldigt bra skick och bedömdes ha två tredjedelar kvar av sin tekniska livslängd.

### Drift 1960-1998
Hotande elbrist gjorde att arbetet med driftsättning forcerades. Aggregaten låg i teknikens framkant och använde innovativa, ibland oprövade, konstruktionslösningar. Under de första driftåren havererade bland annat skovelsystemen på turbinerna flera gånger. Stabil drift uppnåddes i början av 1970-talet. 
Från och med att block 4 togs i drift användes verket flitigt under 1970-talet. Billig olja och ännu inte fullt utbyggd kärnkraft gynnade verket. Efter kärnkraftsomröstningen 1980 minskade användningen allt eftersom. År 1986 presenterade Statens Energiverk en utredning ”Efter Tjernobyl” för hur oljekraftverken i Stenungsund (860 MWe) och Karlshamn (996 MWe) skulle kunna köras maximalt med lågsvavlig olja för att kompensera bortfallet av eleffekt vid en förtida snabbavveckling av svensk kärnkraft. Den kalla vintern 1995/1996 gick alla blocken samtidigt för första gången på många år. År 1998 lades de fyra pannorna i malpåse.

### Planer för drift med restolja
Under 2003 berättade Vattenfall om långtgående planer på att elda restolja från Preemraff i Lysekil. Rest- eller bunkerolja blir kvar efter framställningen av bensin och diesel. Istället för att elda upp restoljan på Preemraff utan särskild rening eller i fartygsmotorer till havs, skulle oljan eldas tillsammans med mycket avancerad rökgasrening i Stenungsund. För att ta vara på stora mängder uppvärmt kylvatten planerades fjärrvärme till Göteborg, istället för att släppas ut i havet vid Stenungsund. Planerna avbröts efter stora lokala protester, nej från flera tunga instanser samt inga utsläppsrätter för koldioxid.

### Nedläggningsplaner
Kraftverket har varit nedläggningshotat från och till under flera årtionden. Vid upphandlingen av effektreserven vintern 2009/2010 ansågs kraftverket för dyrt. Den 2 december 2009 meddelade Vattenfall att block 1 och 2 läggs ner, samt att block 3 och 4 läggs i malpåse. Vattenfall gjorde bedömningen att fossileldade kraftverk, med den starka nordiska kraftbalans man menade att vi skulle få, inte skulle komma med i Svenska Kraftnäts effektreserv i framtiden.
I januari 2010 skrev tre generaldirektörer på DN-Debatt om elpriset och tyckte att Vattenfall ska se över beslutet om att lägga ner kraftverket i Stenungsund. Under januari 2010 kördes kraftverket och under säsongen 2008/2009 kördes kraftverkets block 4 hela femton gånger på grund av stort elbehov under den kalla vintern och flera avstängda kärnkraftverk.
Kring 2016 eller senare skriver Vattenfall på sin (odaterade) hemsida att block 1 och 2 inte har körts sedan mitten av 1990-talet.
Den 4 mars 2021 angavs att kraftverket inte ska köras mer, men den 26 september 2021 meddelade Vattenfall att framtiden för verket ska utredas.

## Svenska effektreserven
År 2003 togs aggregat 3 och 4 ur malpåse för att bidra med 520 MWe till den svenska effektreserven. Mellan åren 2003 och 2015 ingick Stenungsund i den svenska effektreserven med undantag för vintern 2009/2010.

### Dödnätsstart
På kraftverkets område finns sedan 2006 en gasturbin på 12 MW, för att kunna starta kraftverket om anslutande elnät är otillgängligt, så kallad dödnätsstart. Gasturbinen levererar då den elkraft som behövs för kraftverkets egenförbrukning i olika processystem under uppstarten. I Stenungsunds kommuns energiplan 2008–2018 beskrivs planer på att bygga en gasturbin på 30 MW som stöd vid verkets igångsättning.

### Upphandlingar 2010-
- Vintern 2010/2011: Block 4 återigen med i reserven.[24][25][26]

- Vintern 2011/2012: Både block 3 och block 4 med i reserven.[27]

Den 1-6 februari 2012 startades block 3 och dagen därpå block 4 för att klara Sveriges effektbalans.
- Vintern 2012/2013: Block 3 med i reserven.[30]

- Vintern 2013/2014: Ett av blocken med i reserven.[31]

- Vintern 2014/2015: Både block 3 och block 4 med i reserven.[32]

Den 21 januari 2015 startades block 3 på grund av överföringsproblem i Göteborgsområdet.
- Effektreserven 2015-2019: Inget av verkets block med i reserven.

Dock räknas block 3 och 4 som övrig värmekraft och 520 MWe installerad effekt under 2018, men inte under 2019.
- Effektreserven 2020–2025: Inget av kraftverkets block upphandlades för perioden[37], och räknas inte som installerade.[38][39]